# Brent Fitz
Brent Fitz (ur. 27 marca 1970 w Winnipeg) – kanadyjsko-amerykański perkusista. Współpracował m.in. z takimi zespołami i wykonawcami jak: Slash, Theory of a Deadman, Alice Cooper, Vince Neil, Union, The Guess Who, Lamya, Streetheart, Harlequin, Econoline Crush.

## Życiorys
Fitz pochodzi z Winnipeg w Kanadzie, gdzie uczęszczał i ukończył John Taylor Collegiate w 1988. Po opuszczeniu Winnipeg w latach 1990. żył przez pewien czas w Los Angeles. Obecnie mieszka w Las Vegas.
Rozpoczął lekcje gry na fortepianie w wieku 5 lat, a na perkusji mając 10 lat. Fitz otrzymał muzyczne wykształcenie w The Royal Conservatory of Music w Toronto. Profesjonalną karierę rozpoczął w wieku 15 lat, grając w różnych klubach i na obszarze Winnipeg w zespole New Alliance.

## Wybrana dyskografia
- Numbers from the Beast: An All Star Salute to Iron Maiden (2005, Rykodisc)[5]
- Slash featuring Myles Kennedy and The Conspirators – Apocalyptic Love (2012, Dik Hayd Int.)[6]
- Red Dragon Cartel – Red Dragon Cartel (2013, Avalon, gościnnie)[7]
- Slash featuring Myles Kennedy and The Conspirators – World on Fire (2014, Dik Hayd Int.)[8]